# Нік Фуентес
Ніколас Джозеф Фуентес (англ. Nicholas Joseph Fuentes; нар. 18 серпня 1998) — американський ультраправий політичний коментатор і стример, який пропагує погляди переваги білих, мізогінії та антисемітизму. Колишній ютубер, його канал було назавжди закрито в лютому 2020 року за порушення політики YouTube щодо мови ворожнечі. Фуентес пропагував теорії змов проти євреїв, заперечував Голокост і закликав до «священної війни» проти євреїв. Різні джерела описували його як неонациста. Фуентес ідентифікує себе як члена руху інцелів, прихильника авторитаризму, а також католицького інтеграліста та християнського націоналіста.
Співпрацюючи з Патріком Кейсі, колишнім лідером неонацистської організації «Identity Evropa» в 2019 році, послідовники Фуентеса, відомі як «гройпери», почали хеклити тур «культурна війна» «Turning Point USA», включно з виступом Дональда Трампа-молодшого. У 2020 році, прагнучи заснувати білу расистську конференцію, щоб конкурувати з CPAC, Фуентес почав проводити щорічну Американську першу політичну конференцію (AFPAC). Фуентес відвідав мітинг прихильників переваги білої раси 2017 року в Шарлоттсвіллі, а також був учасником і доповідачем на заходах, що передували атаці на Капітолій США 6 січня. Він заохочував використання жартів та іронії серед білих націоналістичних груп, заявляючи, що це «настільки важливо для того, щоб дати багато прикриття та правдоподібного заперечення наших поглядів».
У листопаді 2022 року Фуентес і американський репер Каньє Вест провели приватну вечерю з колишнім, на той час, президентом США Дональдом Трампом. Зустріч була широко засуджена коментаторами, і «The New York Times» описала її як «момент, який може стати найбільш неприємним моментом в історії США за півстоліття чи більше» для американських євреїв.

## Раннє життя
Ніколас Джозеф Фуентес народився 18 серпня 1998 року в родині Вільяма та Лорен (уроджена Чікко). Фуентес жив у Ла-Грейндж-Парк, штат Іллінойс, і відвідував середню школу Лайонс, де він був президентом студентської ради. На першому курсі Бостонського університету він вивчав міжнародні відносини та політику. Він кинув навчання в 2017 році після закінчення першого курсу, заявивши, що отримував погрози за участь у марші «Об'єднаних правих», прихильників переваги білої раси, у Шарлоттсвіллі, штат Вірджинія. Він сказав, що переведеться до Обернського університету восени 2017 року, сказавши, що в Оберні «краща погода та кращі люди», але зрештою «не підтвердив свою реєстрацію».

## Політична діяльність

### Рання діяльність
Фуентес почав коментувати політику через місцеву радіо- та телестанцію, яку організовувала його середня школа, де він підтримував мейнстрімні консервативні погляди. Він веде епізодичні прямі трансляції «America First with Nicholas J. Fuentes», які він розпочав у 2017 році під час навчання на першому курсі в Бостонському університеті. «Америка перш за все» характеризується частим використанням Фуентесом жартів та іронії, щоб привернути увагу покоління Z, водночас забезпечуючи правдоподібне заперечення своїх, часто крайніх, поглядів.
У своєму шоу в квітні 2017 року Фуентес заявив, що мова мусульман не охоплюється Першою поправкою до Конституції Сполучених Штатів, і продовжив: «Хто керує ЗМІ? Глобалісти. Час вбити глобалістів» і «Я хочу, щоб люди, які керують CNN, були арештованими і депортованими або повішеними, тому що це навмисно». Тогочасний видавець шоу, «Right Side Broadcasting Network», вибачився, назвавши коментарі «неприйнятними» та «недоречними». Після цих та інших коментарів, а також розголосу щодо його відвідування мітингу «Об'єднаних правих», він залишив RSBN у серпні 2017 року. У лютому 2022 року Фуентес заявив, що його звільнив генеральний директор RSBN Джо Сілз.
Він був співведучим подкасту «Nationalist Review» разом з іншим білим націоналістом, Джеймсом Алсупом, до січня 2018 року. Згідно з «Southern Poverty Law Center», «обидва публічно посварилися, кожен з ведучих звинувачував іншого в ліні, некоректності та різноманітних дрібних образах» У квітні 2018 року Фуентес виступив на конференції «Американське відродження».

### Критика «Turning Point USA»
Фуентес неодноразово критикував «Turning Point USA» (TPUSA) та її засновника Чарлі Кірка, звинувачуючи їх у зраді Дональда Трампа, у виступах на користь масової легальної імміграції, підтримки іноземної допомоги Ізраїлю та квір-питань. Протягом жовтня та листопада 2019 року прихильники Фуентеса були присутні на багатьох публічних виступах Кірка, на яких виступали запрошені спікери, зокрема Дональд Трамп-молодший, Лара Трамп і Кімберлі Гілфойл. Ці кампанії часто включали запитання, які спонукали глядачів шукати ультраправі та антисемітські теорії змови та містифікації в Інтернеті. Фуентес охарактеризував кампанію як низову спробу викрити TPUSA як ідеологічно несумісну з ідеологією Дональда Трампа та інших правих популістів. У результаті цієї кампанії деякі праві мейнстримні політики та експерти дезавуювали Фуентеса, характеризуючи його переконання як крайні та несумісні з мейнстрімним консерватизмом.
У грудні 2019 року Фуентес підійшов до консервативного політичного оглядача Бена Шапіро, який йшов повз із дружиною та маленькими дітьми, біля заходу TPUSA у Вест-Палм-Біч, що у штаті Флорида. Фуентес запитав Шапіро, чому він виголосив промову в Стенфордському університеті, нападаючи на Фуентеса. Діалог був знятий і викликав критику в сторону Фуентеса.

### America First Political Action Conference
Фуентеса підтримала консервативна коментаторка Мішель Малкін, яка погодилася виступити на його першій щорічній конференції «Спочатку Америка» (AFPAC) у лютому 2020 року та знову, на його другій конференції в лютому 2021 року. У листопаді 2019 року Малкін була звільнена Фондом Молодої Америки після 17 років роботи через підтримку Фуентеса.
У лютому 2021 року Фуентес провів свій другий щорічний захід AFPAC, виступаючи разом із Малкін і політиками Стівом Кінгом і Полом Госаром. Пізніше того ж місяця йому заборонили відвідувати готель «Hyatt Regency Orlando», де він намагався «почати переполох» на заході CPAC.
У липні 2021 року Фуентеса знову усунули із заходу CPAC за переслідування журналіста. На заході, який відбувся через дорогу, він сказав, що тепер, коли йому закритий доступ до «Twitter», йому «нічого втрачати. Це буде найбільш расистська, сексистська, антисемітська промова, яка заперечує Голокост, у всьому Далласі цими вихідними».
Фуентес провів свій третій щорічний захід AFPAC у лютому 2022 року. Марджорі Тейлор Ґрін, член Палати представників США в 14-му окрузі Джорджії, відвідала конференцію, тоді як Дженіс МакГічін, тодішній віце-губернатор Айдахо, і Госар попередньо записали відео, які відтворили на заході. Це було піддано критиці, зокрема іншими політиками Республіканської партії, такими як Мітт Ромні. Пізніше Ґрін сказала, що не знала, хто був організаторами конференції.
У червні 2024 року Фуентеса і ультраправого інфлюенсера Джейка Шилдса не пустили на конференцію TPUSA в Детройті. AFPAC 2024 був скасований місцем проведення, але вони провели альтернативний захід, на якому також були присутні Сулейман Ахмед, антиізраїльський онлайн-коментатор, і Девід Дюк, колишній член Ку-клукс-клану.

### Відношення до нападу на Капітолій 6 січня
Фуентес був серед ультраправих осіб і груп, які брали участь у мітингах, що призвели до атаки на Капітолій Сполучених Штатів 6 січня. На акції протесту на підтримку Трампа у Вашингтоні у грудні 2020 року, Фуентес спонукав натовп скандувати «Знищити ВСП» та закликав їх не брати участь у позачерговому другому турі виборів до Сенату Сполучених Штатів у Джорджії. У лютому 2021 року під час другого процесу щодо імпічменту Дональда Трампа делегат Палати представників Стейсі Пласкетт показала відеозапис його виступу.
Фуентес був серед групи ультраправих активістів і груп, які отримали значні пожертви в біткойнах від французького жертводавця 8 грудня 2020 року. Фуентес отримав 13,5 біткойнів (приблизно 681 750 доларів на той час), що було найбільшою часткою. За даними групи аналізу блокчейну «Chainalysis», донор також опублікував очевидну передсмертну записку. Статус донора ще не підтверджено. ФБР розпочало розслідування щодо того, чи пішлb якісь із цих грошей на фінансування незаконних дій, таких як штурм Капітолію США.
12 грудня 2020 року на мітингу наступного дня після того, як Верховний суд США відмовився розглядати справу «Техас проти Пенсільванії», Фуентес виступив перед натовпом прихильників на Фрідом плаза, заявивши: «Це ми і наші предки створили все добре, що ви бачите в цій країні. Усі ці люди, які захопили нашу країну — вони нам не потрібні. … Це американський народ і наш лідер, Дональд Трамп, проти всіх інших в цій країні і в цьому світі … Наші батьки-засновники вийшли б на вулиці, і вони повернули б цю країну силою, якщо це необхідно. І це те, до чого ми повинні бути готові».
4 січня 2021 року, за два дні до штурму Капітолію США, Фуентес обговорював вбивство законодавців, які не бажали скасувати результати виборів 2020 року, сказавши: «Що ми з вами можемо зробити законодавцю штату, окрім того, щоб убити їх? Ми не повинні цього робити, але я маю на увазі, що ви можете зробити, так?».
За даними кількох ЗМІ, Фуентес був частиною натовпу, який напав на Капітолій. «Southern Poverty Law Center» повідомив, що Фуентес був «видимий як у прямих трансляціях, так і на зображеннях серед натовпу заколотників-прихильників Трампа… носив те, що схоже на VIP-значок». Хоча він не входив у будівлю, він нібито вигукував заохочення бунтівникам «продовжувати рухатися до Капітолію» і що вони «повертають Капітолій». Сам Фуентес визнав, що був присутній під час нападу, але заперечував злочинну поведінку, описуючи чутки про те, що невідома особа, яку бачили в офісі спікера Палати представників Ненсі Пелосі, це він — як «фейкові новини».
19 січня 2022 року Спеціальний комітет Палати представників США щодо нападу 6 січня видав Фуентесу повістку в суд.

### Вечеря з Дональдом Трампом у Мар-а-Лаго
22 листопада 2022 року Дональд Трамп прийняв Фуентеса та Каньє Веста на вечерю в резиденції Трампа Мар-а-Лаго у Флориді. Зустріч відбулася на прохання Веста. Вест сказав, що Трамп був «справді вражений Ніком Фуентесом». Трамп оприлюднив заяву, в якій говориться, що після контакту з ним на початку тижня, щоб домовитися про візит, Вест «несподівано з'явився з трьома своїми друзями, про яких я нічого не знав», з якими Трамп обідав, і що «вечеря пройшла швидко і без подій».
Кілька днів пізніше Трамп уточнив, що він зустрівся з Вестом, щоб «допомогти серйозно проблемній людині, яка, так трапилось, виявилася чорношкірою… яка була знищена у своєму бізнесі та практично в усьому іншому». Трамп також визнав, що радив Весту вийти з перегонів.
Учасники зустрічі надали суперечливі звіти про те, що сталося. Відповідно до «Axios»:
| ...джерело заявило, що Трамп "здавався дуже захопленим" Фуентесом і "вражений тим, що 24-річний хлопець зміг навести статистичні дані та згадати промови, що відносяться до його кампанії 2016 року". Перефразовуючи розмову, джерело повідомило, що Фуентес сказав президенту, що вважає за краще, щоб він був «автентичним», і що Трамп під час своєї недавньої промови передвиборчої кампанії 2024 року здавався несхожим на себе. Трамп відповів: "Тобі більше подобається, коли я просто говорю експромтом", - сказало джерело. Фуентес відповів, що так, назвавши Трампа «дивовижним» президентом, коли він був нестриманим. "Було багато лестощів туди-сюди", - додало джерело[70]. |
Вест також заявив, що після того, як попросив Трампа стати його кандидатом у віце-президенти, Трамп «почав кричати на мене за столом, кажучи мені, що я програю — я маю на увазі, чи спрацьовувало це коли-небудь в історії. Я ніби стривай, стривай, стривай, Трампе, ти розмовляєш з Є».

#### Наслідки та реакції
Зустріч привернула значну увагу та коментарі вітчизняних і міжнародних політичних діячів. Характер заходу, під час якого колишній президент приймав гостей із відкритими антисемітськими переконаннями, вважався «безпрецедентним» у сучасну епоху та викликав гостру критику обох партій на адресу Трампа, а лідери республіканців у Конгресі США виступили з рідкісним докором в бік Трампа. Скандал підняв питання щодо стійкості Трампа як кандидата на виборах 2024 року. Серед американських євреїв автор Нью-Йорк Таймс описав наступну дискусію як «момент, який може стати найбільш незручним моментом в історії США за півстоліття чи більше». Коментатори та політики стверджували, що те, що Трамп не засудив антисемітизм і расизм гостей, було неявним прийняттям їхніх переконань.
Спочатку Трамп спробував захистити вечерю в своєму твіті, запевнивши критиків, що Вест «не висловлював антисемітських поглядів за обіднім столом».
За даними «The Washington Post», Трамп спочатку вважав, що події вечора «залетять». Але до 1 грудня подальші дії Веста та Фуентеса після вечері «намалювали іншу картину» ситуації.
Коментатор Чарлі Сайкс стверджував, що «Трамп був послідовним у своєму небажанні ображати те, що він вважає важливою частиною бази, яку він виховував протягом багатьох років. Він непримиренний з приводу асоціювання з явними неонацистами і не бажає щиро засуджувати антисемітизм. Трамп готовий накликати цей шквал критики з однієї простої причини: він вважає, що він зачепив щось серед американського електорату, особливо серед євангельських християн, які мають укорінене — але складне — ставлення до Ізраїлю та євреїв».
Майк Пенс, колишній віцепрезидент США, який обіймав посаду під час першого президентства Трампа, заявив: «Я вважаю, що він повинен вибачитися за це, і він повинен засудити цих осіб та їхню ненависну риторику без пояснень». Прем'єр-міністр Ізраїлю Беньямін Нетаньягу назвав зустріч «помилкою». У наступному інтерв'ю він заявив: «…Щодо Каньє Веста та іншого неприйнятного гостя [Ніка Фуентеса], я вважаю, що це не просто неприйнятно, це просто неправильно. І я сподіваюся, що він бачить свій шлях — триматися осторонь і засуджувати це».

## Політичні погляди
Фуентес заявив, що його мета — перетворити Республіканську партію на «справді реакційну партію». Фуентес рішуче виступає проти імміграції, яка, на його думку, є демографічною загрозою для Сполучених Штатів. Фуентес виступає проти фемінізму. Він сподівається, що альтернативно-праві витіснять консерватизм і Республіканську партію, критикуючи основні консервативні групи та стверджуючи, що «християнсько-республіканські виборці облажаються», тому що «Республиканською партією керують євреї, атеїсти та гомосексуалісти». Тесс Оуен, репортер «Vice», написала, що Фуентес «позиціонував себе як голову ультранаціоналістичного молодіжного руху».

### Перевага білих і антисемітизм
Фуентес позитивно відгукнувся про «приливну хвилю білої ідентичності» після його відвідування маршу «Об'єднаних правих» у Шарлотсвіллі 2017 року та вважає «біле демографічне ядро» Америки центральним елементом ідентичності країни. Незважаючи на пропагування переконань переваги білої раси, таких як теорія змови про геноцид білої раси, Фуентес стверджував, що він не расист, називаючи цей термін «антибілою образою». Фуентес хоче, щоб Сполучені Штати були білою, християнською країною, і уточнив, що не «іудео-християнською» країною.
Фуентес також дотримується антисемітських поглядів і заперечує Голокост. У січні 2019 року Фуентес випустив монолог, у якому він натякнув, що ставить під сумнів кількість загиблих 6 мільйонів євреїв під час Голокосту. Пізніше Фуентес заперечував, що він коли-небудь заперечував Голокост, називаючи свій монолог «лампуном». NPR наводить це як приклад використання Фуентесом іронії, щоб уникнути наслідків за свої слова, посилаючись на відео 2020 року, де Фуентес сказав: «Іронія настільки важлива для того, щоб надати багато прикриття та правдоподібного заперечення наших поглядів», зокрема щодо заперечення Голокосту.
Під час свого виступу на AFPAC 2022 Фуентес «хихикаючи» похвалив Адольфа Гітлера. У 2023 році він виступав за страту «підступних євреїв», серед інших груп, які він назвав «злочинцями», заявивши, що їх потрібно «призначити смертну кару».

### Володимир Путін
Під час виступу на AFPAC, у якому він хвалив Гітлера, Фуентес сказав, що ЗМІ порівнювали Володимира Путіна з Гітлером, «так ніби це було чимось поганим». Фуентес також запитав аудиторію: «Чи можемо ми отримати раунд аплодисментів для Росії?», що супроводжувалося бурхливими оплесками та скандуванням «Путін! Путін!».
10 березня 2022 року Фуентес похвалив «царя Путіна» за російське вторгнення в Україну, яке, за його словами, мало «звільнити Україну від Великого Сатани та від світової імперії зла, якою є Сполучені Штати».

### Католицький інтегралізм і християнський націоналізм
Фуентес — інтеграліст і християнський націоналіст. Він сказав: «Ти або католик, або ти з євреями», і висловив підтримку католицькому уряду та католицьким ЗМІ. Фуентес підтримує християнську теократію замість того, що він називає «окупованим євреями урядом».
Фуентес називав себе реакціонером, який підтримує автократію, католицьку монархію, справедливу війну, хрестові походи та інквізицію. Фуентес виступає проти демократії.

### COVID-19
Фуентес часто поширював теорії змови та дезінформацію про схвалені FDA вакцини проти COVID-19.
Повідомляється, що в грудні 2020 року у Фуентеса виникла сварка під час польоту через мандати на маску. У квітні 2021 року Salon.com повідомив, що «Ніколас Фуентес і його „армія груперів“ об'єднали зусилля з антивакцинальною спільнотою». Того року він вирушив у турне проти вакцинації, де пропагував містифікації щодо вакцин проти COVID-19.

### ЛГБТК і права жінок
Він виступав проти «порядку денного ЛГБТ» і описав трансгендерів і одностатеві шлюби як «девіантність». У документальному фільмі для BBC, який транслювався у 2022 році, Фуентес сказав британському журналісту Луї Теру, що він вважає, що було б краще, якби жінки не мали права голосу.

#### Репродуктивні права
| Nicholas J. Fuentes | Twitter |
| @NickJFuentes       |         |

Your body, my choice. Forever.
5 листопада 2024
Після рішення у справі «Доббс проти Організації жіночого здоров'я Джексона», яке скасувало рішення справи «Роу проти Вейда» в червні 2022 року, Фуентес похвалив Верховний суд Сполучених Штатів за ухвалення такого рішення. Він сказав, що «євреї стояли на заваді» цьому, і що рішення у справі Доббса означає, що «заборона одностатевих шлюбів знову в меню, заборона содомії знову в меню, заборона контрацептивів знову в меню, і в основному ми маємо щось на зразок правління Талібану в Америці, в хорошому сенсі».
У липні 2023 року, з'явившись у «Fresh and Fit Podcast», Фуентес заявив, що жінки — це «машини з виробництва дітей», тому що «це те, про що їхній мозок».
У листопаді 2024 року, після перемоги Дональда Трампа на президентських виборах у США 2024 року, Фуентес висміяв прихильників репродуктивних прав, написавши у Twitter «Твоє тіло, мій вибір. Назавжди». Пост переглянули більше 100 мільйонів разів. Фраза стала популярною в TikTok, де користувачки повідомляли, що облікові записи масово коментують «ваше тіло, мій вибір» під їхніми публікаціями. 8 листопада Інститут стратегічного діалогу опублікував звіт, в якому описується експоненційне зростання використання фрази в X, TikTok, Facebook і Reddit наступного дня після виборів 2024 року. Вони також відзначили випадки його використання офлайн, зокрема в кампусах середніх шкіл і коледжів.

### Талібан
Фуентес високо оцінив консервативний релігійний аспект правління Талібану. Після того, як у серпні 2021 року уряд Афганістану впав у руки Талібану, коли американські війська були виведені, Фуентес написав у Telegram: «Талібан є консервативною релігійною силою, США — безбожними та ліберальними. Поразка уряду США в Афганістані є однозначно позитивною подією.»

### Дональд Трамп
У 2024 році Фуентес дедалі більше критикував Трампа. 9 серпня 2024 року він написав у Твіттер, що він «оголосив нову війну гройперів проти кампанії Трампа 2024 року», оскільки "його кампанію захопили ті самі консультанти, лобісти та донори, яких він переміг у 2016 році, і вони продувають її, і що він «прямував до катастрофічного програшу».
Фуентес почав закликати своїх послідовників «привнести енергію за допомогою мемів, едітів, відповідей і тролів», спрямованих на тиск на кампанію Трампа, щоб вони зайняли правіші позиції щодо раси та імміграції, а також закликав Дональда Трампа звільнити своїх радників передвиборчої кампанії, — Кріса ЛаЧівіту та Сьюзі Вайлз. Крім того, що Фуентес закликав своїх фоловерів висвітлювати свої вимоги в Твіттер і Truth Social, він погрожував «посилити тиск у реальному світі», закликаючи фоловерів відмовитися від своїх голосів і протестувати проти мітингів Трампа в хитких штатах.
У листопаді Фуентес розкритикував прихильників Трампа за те, що вони одяглися в сміттєві пакети після мітингу, на якому Дональд Трамп заліз у сміттєву машину у відповідь на зауваження президента Джо Байдена щодо його послідовників. Він описав це як момент усвідомлення того, що «трампізм був культом», що ілюструє «рабську відданість» його прихильників, які «просто з'їдять все». Він заявив: «Це був момент, коли я зрозумів, що це зайшло занадто далеко, це монстр Франкенштейна, ми створили Ґолума», і охарактеризував трампізм як «гігантське культоподібне шахрайство».

## Соціальні медіа

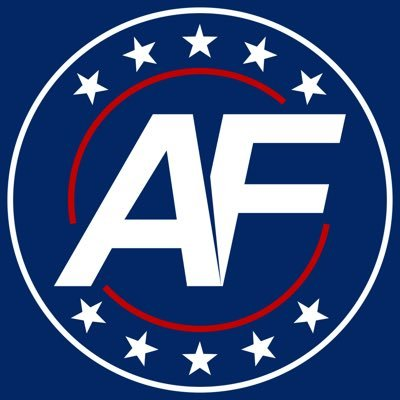
Логотип «America First» з Ніколасом Дж. Фуентесом

Шоу Фуентеса «Спочатку Америка» привернуло культових послідовників, яких Фуентес називає «Гройперами» або «Армією Гройперів». Фуентес називає кандидатуру та президентство Дональда Трампа джерелом натхнення для «Спочатку Америка». У лютому 2022 року платформа соціальних мереж Трампа «Truth Social» верифікувала обліковий запис Фуентеса.

### Деплатформінг
Фуентеса було видалено з різних веб-сайтів соціальних мереж, платіжних процесорів та інших служб. У січні 2020 року YouTube-канал Фуентеса було демонетизовано, а одне з його відео було видалено через порушення політики щодо ворожих висловлювань. Фуентес раніше був забанений у Twitch і Reddit. 14 лютого 2020 року його YouTube-канал було закрито за порушення політики щодо ворожих висловлювань. У січні 2020 року «Time» повідомляв, що Фуентес був найпопулярнішим стримером на платформі DLive. DLive критикували за те, що він дозволив Фуентесу використовувати їхню платформу.
Після нападу на Капітолій Сполучених Штатів 6 січня його канал DLive було призупинено назавжди за «підбурювання до насильницької та протизаконної діяльності». Згідно з повідомленням «ABC News» у березні 2021 року, Фуентес був відсторонений від «майже всіх» платформ соціальних мереж. Фуентес стверджував, що його банківський рахунок було заморожено, що він був внесений до федерального списку заборонених для польотів, і що йому заборонили доступ до Airbnb, Facebook та Instagram. Фуентес назвав ці дії «відкритим політичним переслідуванням».
Твіттер був одним із останніх основних соціальних мереж, які забанили Фуентеса, призупинивши на невизначений термін його верифікований обліковий запис у липні 2021 року. Йому також заборонили використовувати фінансові служби та сервіси електронної комерції, зокрема PayPal, Venmo, Patreon, Shopify, Stripe, Streamlabs і Coinbase. 25 січня 2023 року його верифікований обліковий запис у Twitter було ненадовго відновлено. За словами Ханни Ґейс, старшого наукового співробітника «Southern Poverty Law Center», він негайно похвалив Адольфа Гітлера та Унабомбера та заявив: «Євреї керують новинами». Twitter знову забанив його наступного дня.
У грудні 2021 року соціальна мережа Gettr остаточно призупинила акаунт Фуентеса. Сайт отримав негативну реакцію з боку фанатів Фуентеса, а також з боку американського політика Венді Роджерс, яка написала: «Який сенс у альтернативі Twitter … яка навіть не поважає свободу слова?» Згодом «Gettr» заборонив будь-яке використання слова «гройпер» на платформі.

### Альтернативні платформи та реплатформування Twitter
Після деплатформування з таких основних провайдерів, як Twitter, YouTube, Facebook, Instagram і DLive, Фуентес співпрацював з Алексом Джонсом, щоб запустити власну платформу для прямих трансляцій Cozy.tv у жовтні 2021 року. Відповідно до витоку текстових повідомлень, отриманих «Southern Poverty Law Center», Міллі Вівер, співробітник «Infowars», раніше застерігала Джонса від партнерства з Фуентесом, стверджуючи, що кілька його соратників (головним чином Меттью Колліган) були інформаторами Федерального бюро розслідувань і що партнерство з ним негативно вплине на продажі лінії біологічно активних добавок Джонса.
2 травня 2024 року Ілон Маск заявив, що відновить обліковий запис Фуентеса в Twitter "за умови, що він не порушує закон, і нехай його розчавлять коментарі та Community Notes. Маск заявив: "Я не можу претендувати на те, щоб бути захисником свободи слова, але потім назавжди забанити когось, хто не порушував закон, незалежно від того, наскільки я не згоден з тим, що вони говорять. Маск відповів на негативну реакцію тих, хто висловлював занепокоєння щодо надання платформи ідеям Фуентеса, заявивши: «Краще мати будь-яку анти-будь-що відкритою для спростування, ніж дозволити їй рости в темряві». Після повідомлення Twitter, Антидефамаційна ліга виступила із заявою, в якій засудила Фуентеса. Обліковий запис Фуентеса було відновлено 3 травня 2024 року.

## Проблеми з законом
У листопаді 2024 року адресу будинку Фуентеса в Бервіні, штат Іллінойс, було «злито» в Twitter, у відповідь на те, що Фуентес висміював репродуктивні права жінок у своєму твіті «Твоє тіло, мій вибір». 10 листопада місцева активістка, Марла Роуз, підійшла до його дому та спробувала подзвонити у двері. Стверджується, що Фуентес бризнув в Роуз перцевим балончиком, перш ніж штовхнути її зі своїх сходів і забрати її телефон, який вона використовувала для зйомки взаємодії. Після цього інциденту, Фуентес був заарештований 27 листопада та звинувачений у побоях; пізніше, він постав перед судом 19 грудня.

## Особисте життя

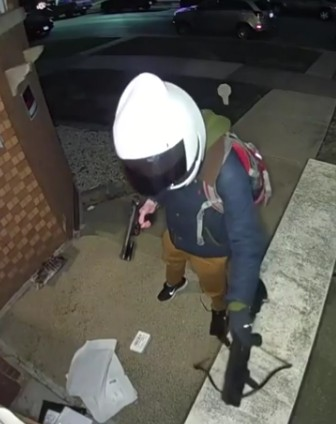
Фото стрільця, 24-річного Джона Лайонса, біля будинку Фуентеса

За словами Фуентеса, він має мексиканське походження через своїх предків по батьківській лінії і є католиком.
Фуентес ідентифікує себе як інцел (або «мимовільно безшлюбний»), хоча деякі його прихильники критикували його за те що він — «добровільно безшлюбний» після того, як він зізнався, що цілував дівчину, коли навчався в середній школі. Він назвав себе «найбільш гетеро-хлопцем» і намагався захистити свою ідентифікацію як інцела, стверджуючи, що «єдина дійсно гетеросексуальна позиція — це бути асексуальним інцелом», оскільки "секс із жінками — це по гейськи… Що є більш гейським, ніж казати: «Мені потрібні обійми, мені потрібні поцілунки … Мені потрібно проводити час з жінкою».

### Імовірний замах на вбивство
18 грудня 2024 року, о 23:30, чоловік, озброєний пістолетом і арбалетом, з'явився біля будинку Фуентеса в Бервіні, штат Іллінойс. Чоловіка, якого пізніше ідентифікували як 24-річного Джона Лайонса з Вестчестера, підозрювали у вбивстві матері та двох її дорослих дітей у Мехоміті раніше того ж дня. Після прибуття поліції Лайонс утік, прорвавшись у помешкання сусіда Фуентеса, де вбив двох собак. Потім Лайонс втік на задній двір, де відмовився виконувати команди поліції та перестрілювався з ними, перш ніж був смертельно поранений. Фуентес зробив заяву у своєму Твіттер-акаунті, написавши: «Минулої ночі озброєний вбивця вчинив замах на моє життя в моєму домі, адресу якого нещодавно було „злито“ на цій платформі». Він також написав: «Зловмисник мав при собі пістолет, арбалет і запальні пристрої. Я вважаю, що він мав намір вбити мене. Зараз він мертвий. Я в порядку!».